# Neoseiulus specus
Neoseiulus specus är en spindeldjursart som beskrevs av John Stanley Beard 200. Neoseiulus specus ingår i släktet Neoseiulus och familjen Phytoseiidae. Inga underarter finns listade i Catalogue of Life.